# Herrada de Landsberg
Herrada de Landsberg (Castillo de Landsberg, 1125-25 de julio de 1195) fue una monja alsaciana del siglo XII y abadesa de la abadía de Hohenburg en los montes Vosgos. Es conocida principalmente por ser la autora de la enciclopedia pictórica Hortus deliciarum (El Jardín de las delicias).

## Biografía

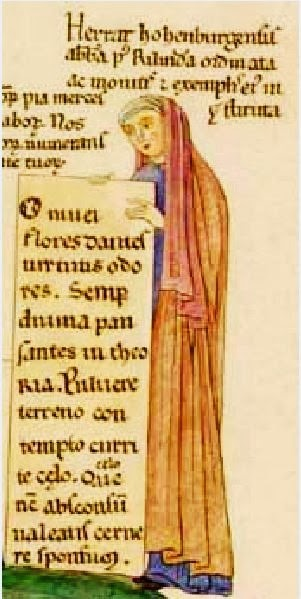
Herrada de Landsberg
Autorretrato de Hortus deliciarum, hacia 1180.

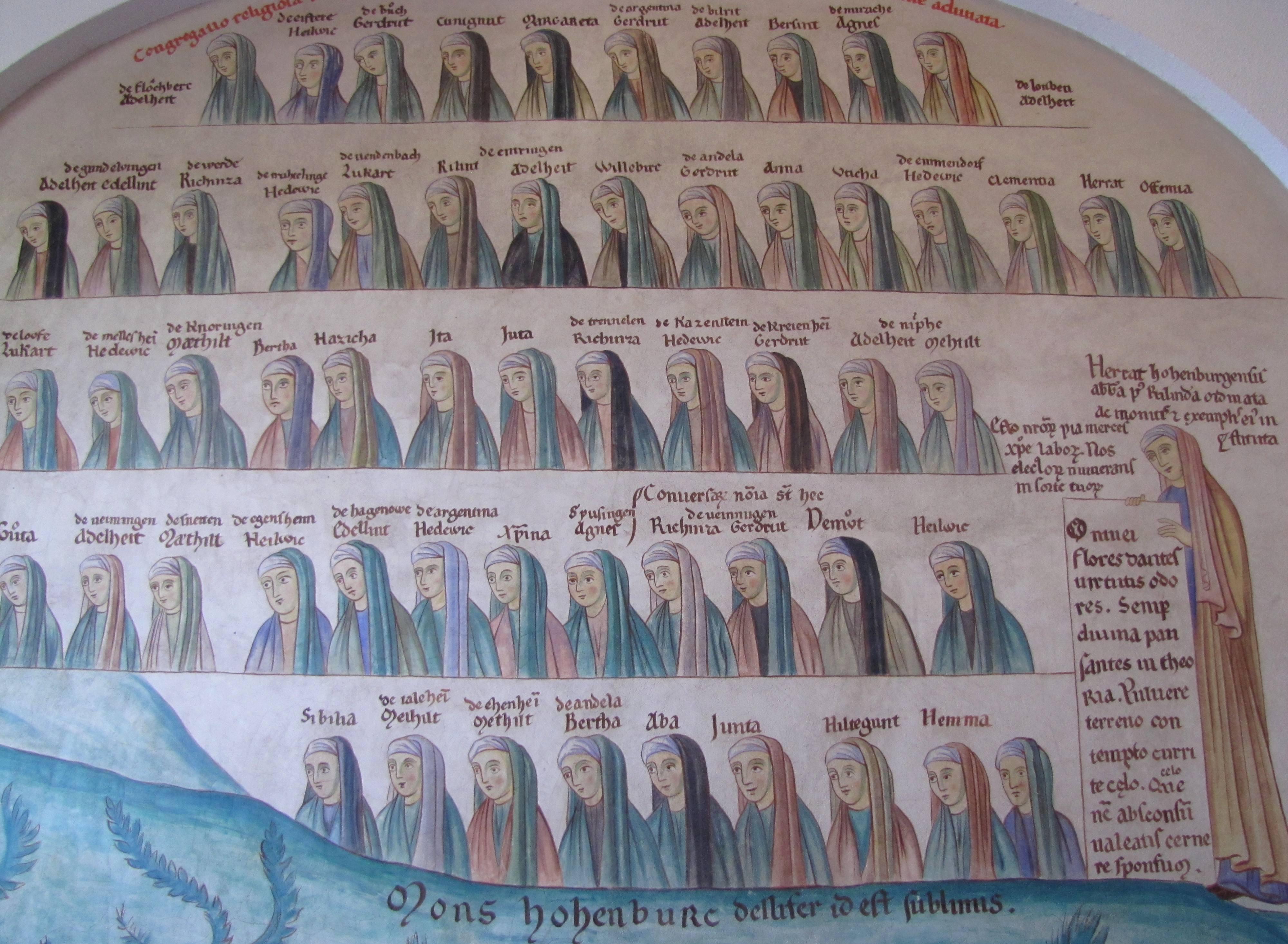
Pintura mural que describe a las monjas de la Abadía de Hohenburg. En la inscripción en latín se lee: "Mons Hohenburc dellifer (Sic!) id est sublimus".

Herrada de Landsberg nació en el año 1130 en el castillo de Landsberg, en la región del Bajo Rin, en el seno de una noble familia alsaciana. Tomó los hábitos a edad temprana en la abadía de Hohenburg en los montes Vosgos, a unos 15 km de Estrasburgo. La abadía de Hohenburg, también conocida como Mont St. Odile, estaba dirigida por la abadesa Relinda de Hohenburg, una monja enviada desde el monasterio de Bergen en Baviera a la abadía de Hohenburg. Debido a su apoyo al emperador Federico I Barbarroja la abadía era especialmente próspera y poderosa, así como un centro de reformas eclesiásticas. En la abadía Herrada recibió la mejor educación accesible para las mujeres en el siglo XII. Con el paso de los años ocupó una posición más importante en la abadía, encargada de gobernar y educar a sus compañeras monjas. Después de la muerte de Relinda, Herrada fue elegida abadesa en 1167.
Como abadesa, Herrada trabajó para reconstruir el monasterio, así como consolidar el dominio sobre los terrenos que lo rodeaban. Demostró ser una abadesa capaz, y fue durante esta época que comenzó a trabajar en el Hortus Deliciarum. Herrada fue abadesa durante 28 años hasta su muerte en 1195. Adelaida von Vaimingen (Faimingen) se convirtió en su sucesora como abadesa de Hohenburg.

## Hortus Deliciarum

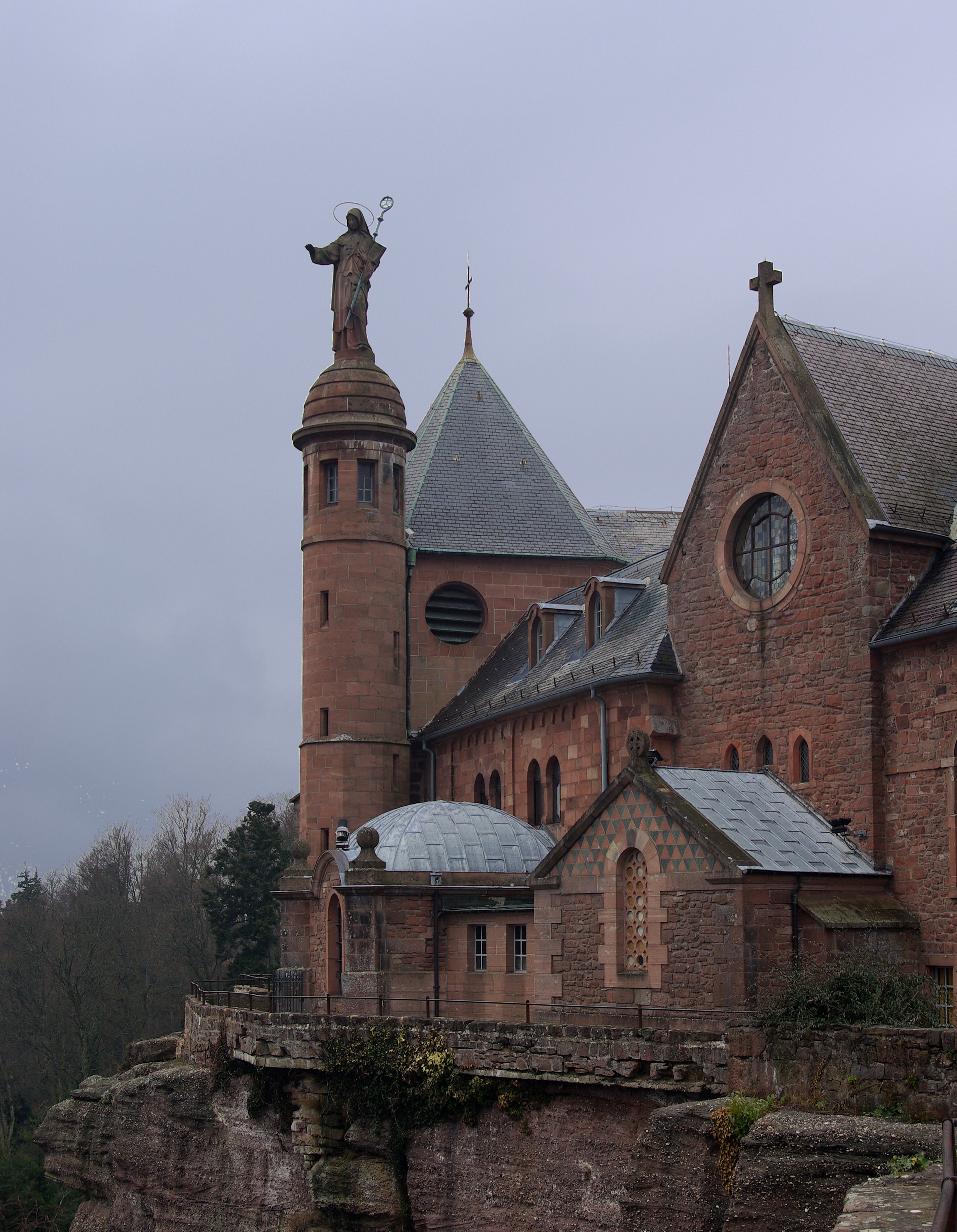
La abadía de Hohenburg, también conocida como Mont St. Odile estaba dirigida por la abadesa Relinda de Hohenburg,Mont Sainte-Odile BW 6.JPG
2009-03-02Autor:Berthold Werner

Hacia el año 1165 Herrada había comenzado entre los muros de su convento la obra por la que sería conocida, el Hortus deliciarum, un compendio de todas las ciencias estudiadas en su época, incluyendo la teología. En esta obra Herrada detalla la batalla entre la Virtud y el Vicio con imágenes visuales especialmente vívidas que preceden a los textos.[cita requerida]
Su obra, como es de esperar en el marco de la actividad literaria del siglo XII, aunque no es excesivamente original, muestra una escritura muy elaborada. Su principal distinción la constituyen las 336 ilustraciones que adornan el texto. Muchas de ellas son representaciones simbólicas de temas teológicos, filosóficos y literarios; algunas son históricas, otras representan escenas relacionadas con la experiencia personal de la artista y una ilustración es una serie de retratos de sus hermanas religiosas. La técnica de algunas ilustraciones ha sido muy apreciada en casi todos los ámbitos artísticos, ya que demuestra una imaginación muy extraña entre los artistas contemporáneos de Herrada. La poesía que acompaña a los extractos de escritores de la antigüedad y de autores paganos también ha contribuido a la fama de Herrada.[cita requerida]
La obra tiene defectos habituales en las obras literarias del siglo XII: faltas de ortografía, palabras y construcciones no utilizadas en la gramática clásica y giros estilísticos en varias frases que no serían aceptados en una escuela de poesía latina de su época. Sin embargo, su sentimiento es sincero, las líneas poéticas son musicales y admirablemente adaptadas a su propósito, el servicio a la divinidad. Herrada considera que su comunidad es una congregación unida para servir a Dios cantando alabanzas en su nombre.[cita requerida]

## El destino del manuscrito
Después de haber sido preservado durante siglos en la abadía de Hohenburg, el manuscrito del Hortus deliciarum pasó a la biblioteca municipal de Estrasburgo durante la Revolución francesa. Allí las miniaturas fueron copiadas en 1818 por Christian Moritz (o Maurice) Engelhardt, el texto fue copiado y publicado por Straub y Keller, 1879-1899. De esta forma, aunque el manuscrito original fue destruido durante el incendio de la biblioteca de Estrasburgo en el asedio de la ciudad de 1870 durante la guerra franco-prusiana, actualmente todavía se puede apreciar el valor artístico y literario de la obra de Herrada.
La edición del Hortus deliciarum bajo la dirección de Rosalie Green (1979) puso a disposición de la comunidad científica su reconstrucción, que se elaboró a partir de distintas transcripciones y copias del siglo XIX, y es la aproximación más fiel a la obra de Herrada en la actualidad.